# Reino do Nepal
O Reino do Nepal (em nepali: नेपाल अधिराज्य), também conhecido como Reino de Gorkha (em nepali: गोर्खा अधिराज्य), foi um reino formado em 1768 pela unificação do Nepal. Fundado pelo rei Prithvi Narayan Shah, um monarca gorkhali, existiu durante 240 anos, até a abolição da monarquia nepalesa em 2008. Durante este período, o Nepal esteve formalmente sob o domínio da dinastia Shah, que exerceu diferentes graus de poderes durante a existência do reino.
Apesar de uma derrota humilhante para a China depois de uma fracassada invasão no Tibete na década de 1790, o que o levou a se tornar um estado tributário do Império Chinês, o Nepal consolidou seus territórios, com sucesso, nos anos seguintes. Durante o início do século XIX, no entanto, a expansão da Companhia das Índias Orientais na Índia levou à Guerra Anglo-nepalesa (1814-1816), que resultou na derrota de Nepal. Sob o Tratado de Sugauli, o reino manteve a sua independência, mas tornou-se um protetorado da Grã-Bretanha de facto, em troca de concessões territoriais que correspondiam a um terço do território nepalês, conhecido como "Grande Nepal". A instabilidade política após a guerra resultou na ascensão da dinastia Rana, que fez do primeiro-ministro do Nepal um cargo hereditário, situação esta que durou de 1843 a 1951. Começando com Jung Bahadur, o primeiro governante Rana, a dinastia Rana reduziu o monarca Shah a um papel de figurante. Em regra, a dinastia Rana foi marcada pela tirania, libertinagem, exploração econômica e perseguição religiosa.
Em meados do século XX, iniciou-se a democratização do Nepal. Em 1923, a Grã-Bretanha reconheceu formalmente a soberania do Nepal e encerrou seu protectorado, mas continuou a exercer influência política através dos governantes Rana e sua colônia vizinha, Índia, que só alcançou independência em 1947. Em julho de 1950, a recém-independente República da Índia assinou o Tratado Indo-Nepal de Paz e Amizade, em que ambas as nações concordaram em respeitar a soberania uma da outra. Em novembro do mesmo ano, a Índia desempenhou um papel importante no apoio ao rei Tribhuhvan, a quem o líder Mohan Shumsher Jang Bahadur Rana havia tentado depor e substituir com seu neto infante Rei Gyanendra. Com o apoio da Índia para um novo governo que consistia em grande parte do Congresso Nepalês, o rei Tribhuvan terminou o domínio da dinastia Rana em 1951.
Várias tentativas foram feitas para implementar reformas e uma Constituição durante os anos 1960 e 1970. Uma crise econômica no final da década de 1980 levou a um movimento popular que provocou eleições parlamentares e a adoção de uma monarquia constitucional em 1990. A década de 1990 viu o início da Guerra Civil do Nepal (1996-2006), um conflito entre as forças do governo e as forças rebeldes do Partido Comunista do Nepal. A situação para a monarquia nepalesa foi ainda mais desestabilizada com o massacre real nepalês em 2001, em que o príncipe herdeiro Dipendra supostamente atirou e matou dez pessoas, incluindo seu pai, o rei Birendra Shav Dev, e foi-se mortalmente ferido por aquilo que era supostamente uma bala auto-infligido.
Como resultado do massacre, o rei Gyanendra retornou ao trono. Sua imposição do estado de direito em 2005 provocou um movimento de protesto, que unificou comunistas maoístas e ativistas pró-democracia. Ele foi forçado a restaurar a Câmara do Representantes que, em 2007, adotou uma constituição provisória restringindo significativamente os poderes da monarquia nepalesa. Na sequência de uma eleição realizada no próximo ano, a Assembleia constituinte aboliu formalmente o reino na sua primeira sessão em 28 de maio de 2008, declarando a República Democrática Federal do Nepal em seu lugar.
Até a abolição da monarquia, o Nepal foi o único país do mundo a ter o Hinduísmo como religião de Estado. O país é, atualmente, um Estado secular.